# 121P/Shoemaker-Holt
121P/Shoemaker-Holt è una cometa periodica appartenente alla famiglia delle comete gioviane scoperta il 9 marzo 1989 dagli astronomi statunitensi Eugene Shoemaker, Carolyn Jean Spellmann Shoemaker e Henry E. Holt, la sua riscoperta il 29 agosto 1995 ha permesso di numerarla. La cometa ha un nucleo cometario con un periodo di rotazione di 10 (+ 8/-2) ore.

## Attività
La sua curva di luce presenta due particolarità:
- di raggiungere la sua massima luminosità non come usualmente fanno le altre comete periodiche appena dopo il raggiungimento del perielio, ma ben quattro mesi e mezzo dopo.
- di essere sempre meno luminosa ad ogni passaggio, perdendo ben 1a ad ogni orbita.

## Caratteristiche orbitali
Caratteristica orbitale di questa cometa è la relativamente piccola MOID col pianeta Giove, di sole 0,162 UA, il 15 gennaio 2008, i due corpi sono passati a sole 0,255 UA, il 24 marzo 2067 passeranno a sole 0,1668 UA: questi passaggi ravvicinati determineranno in futuro cambiamenti, anche notevoli, dell'orbita della cometa.